# São Pedro do Sul (Rio Grande do Sul)
Pour les articles homonymes, voir São Pedro do Sul.
São Pedro do Sul est une ville de l'État du Rio Grande do Sul au Brésil.

## Personnalités liées à la commune
La députée fédérale et pasteure Liziane Bayer da Costa est née à São Pedro do Sul le 24 janvier 1981.